# 张石山
张石山（1947年—2024年11月23日），生于山西盂县，中国当代作家。1970年代初开始写小说。1966年高中毕业后曾入伍服役，也加入过红卫兵组织，后来上过北大作家班。曾任《山西文学》主编。
其作品主要是写实主义的风格，多为歌颂主流思想。著有长篇小说《兄弟如手足》，中短篇小说集《镢柄韩宝山》、《单身汉的乐趣》、《母系家谱》、《神主牌楼》等。曾获全国优秀短篇小说奖、庄重文文学奖等奖项。